# Pescheria Nuova
La Pescheria Nuova è un palazzo di Livorno situato nel quartiere della Venezia Nuova, tra la Fortezza Nuova ed il Palazzo di Giustizia.

## Storia
La Pescheria Nuova fu costruita in un lotto di terreno ricavato dall'abbattimento di parte della Fortezza Nuova; circa l'autore del progetto le antiche guide cittadine riportano che esso fu eseguito da Giovan Battista Foggini, sebbene studi più recenti avanzino più verosimilmente il nome di Giuseppe Lorenzi, il cui disegno fu però modificato sulla base di alcune proposte di Giuliano Ciaccheri.
Aperto al pubblico nel 1705, l'edificio serviva per la vendita del pesce grazie alla presenza di vasti loggiati e alla vicinanza dei fossi medicei, da sempre una delle principali vie di comunicazione all'interno della città. Andò a sostituire la Pescheria Vecchia che era situata nella piazzetta, ora scomparsa, posta in fondo alla via del Giardino (attuale via Fiume).
Già nella prima metà del XIX secolo la struttura aveva perso la sua importanza, non essendo più utilizzata per la rivendita del pesce al pubblico; anche il fabbricato fu modificato con la chiusura di alcune navate al fine di ricavarne dei magazzini.
Successivamente l'edificio ospitò la sede dei vigili del fuoco fino alla seconda metà del Novecento, quando fu costruita una nuova caserma in località Coteto.
Oggi nella Pescheria Nuova trovano posto alcuni uffici comunali.

## Descrizione
Il fabbricato della Pescheria Nuova si innalza al centro di una piazza su cui affaccia anche il Palazzo di Giustizia; detta piazza, dopo essere stata a lungo delimitata con una recinzione e in buona parte utilizzata come parcheggio, tra il 2019 e il 2020 è stata ristrutturata con lo scopo di riportarla alle condizioni originarie.
Il palazzo, soggetto ad alcune modifiche nel corso dei secoli, è formato da una serie di loggiati definiti da pilastri e volte: sono presenti tre navate sul lato breve, mentre il fronte sulla via principale è composto da quattro navate e cinque campate di arcate cieche.
Originariamente, sotto il porticato si trovavano i banchi in marmo dove veniva sistemato il pesce.